# Sara Saftleven
Sara Saftleven (Utrecht, 26 mei 1644 – Naarden, 1702) was een bloemenschilderes uit de Gouden Eeuw.

## Jeugd
Sara Saftleven werd geboren in Utrecht, op Achter St. Pieter 7, als dochter van de kunstschilder Herman Saftleven en Anna van Vliet. Ze leerde schilderen van haar vader.

## Huwelijken
Sara Saftleven trouwde op 12 juli 1671 in Utrecht met Jacob Adriaensz Broers. In 1677 woonde het echtpaar blijkens een codicil aan de Nieuwegracht bij de Hieronymusschool. Jacob Broers overleed voor 9 januari 1678.
Op 9 april 1679 hertrouwde Sara Saftleven in Utrecht met kapitein Paulus Dalbagh (Dalbach), die in 1691 overleed.
In 1692 trouwde Sara Saftleven in Blaricum met de burgemeester van Naarden, Jacob Ploos (1630-1694).
Sara Saftleven kreeg voor zover bekend geen kinderen.

## Kunstwerken
Er zijn geen bloemenstillevens van haar bewaard gebleven. In het prentenkabinet van het Museum Boijmans van Beuningen in Rotterdam bevinden zich twee tekeningen van haar hand.
- Biografisch Portaal: 51618264
- RKD-Nederlands Instituut voor Kunstgeschiedenis: 69249
- Union List of Artist Names: 500012023
- Virtual International Authority File: 95754357